# Sfinx (formație)
Sfinx a fost o formație de muzică rock din România. În cei 32 de ani de activitate, în alcătuirea formației s-au perindat cel puțin 27 de membri. Stilul muzical abordat de formație nu a fost unul omogen, formația schimbându-și stilul în pas cu vremurile și cu muzicienii existenți la un moment dat.

## Istoria formației
Sfinx a luat naștere la București, în 1962, printre primii membri fiind Octav Zemlička, Corneliu „Bibi” Ionescu și Cristian Valica. Formația cânta la case de cultură, la serate studențești, iar vara pe litoral. Unul din membri fondatori, Octav Zemlička, va pleca după câțiva ani la orchestra Electrecord. Vor trece pe la formație o serie de muzicieni, unii dintre ei, de exemplu Dan Andrei Aldea și Sorin Chifiriuc, fiind considerați lideri neoficiali ai formației. Întâmplarea face că schimbarea „conducerii” s-a făcut mereu în pragul noului deceniu, astfel încât putem vorbi distinct de un Sfinx, fie al anilor șaizeci, șaptezeci sau optzeci. În linii mari, cele trei nume amintite corespund deceniilor respective.
Formația s-a destrămat în 1994, fiind divizată în două proiecte: Sfinx Pro (condus de Corneliu „Bibi” Ionescu) și Sfinx Experience (al lui Mișu Cernea). Sfinx Pro a eșuat în plan muzical, motiv pentru care Ionescu a folosit titulatura pentru compania de echipamente de scenă pe care o dezvoltă începând din aceeași perioadă; în câțiva ani, numele de Sfinx Pro va fi schimbat în Stage Expert. Sfinx Experience, în schimb, va desemna atât o nouă formație (plecând de la trioul Mișu Cernea–Crina Mardare–Zoia Alecu), cât și o companie de echipamente de scenă, solicitată îndeosebi pentru concerte susținute peste hotare.

## Discografie

### Albume
- Lume albă (1975, reeditat 2015)
- Zalmoxe (1978, reeditat 1993)
- Sfinx (Albumul albastru) (1984)

### Mini-discuri
- Șir de cocori–Languir me fais (single, 1972)
- Coborîse primăvara–Ziua ta–Fiii soarelui–Peste vîrfuri (EP, 1974, reeditat 2015)
- Din nou acasă–Zmeul–Fetele albinele (EP, 1980, reeditat 1993)
- Focuri vii–'49-'50 (single, 1980)